# 阿含宗
阿含宗（あごんしゅう）は、桐山靖雄により1978年（昭和53年）4月8日に立宗された仏教系新宗教。

## 概要
阿含宗は、真正仏舎利を本尊とし、釈迦直説の「唯一の経典」と言われる『阿含経』に依経する。信徒は、因縁解脱する（これを
「成仏」することと考えている）ために「仏舎利宝珠尊解脱宝生行」を修行すると言われる。信徒が御宝塔（御分身舎利）を前にして行う日々の勤行では、大乗仏教経典の『般若心経』『観音経』『凖胝観音経』などに加え釈迦直説の唯一の経典である『阿含経』が読誦される。

## 阿含経と阿含宗との教学上の齟齬
阿含宗では、阿含経を依処にする理由について「シャカ以外の、どこのだれが書いたのか全く不明の偽りの経典（大乗仏教経典）を、シャカの説いた経典であるとして宗派をつくり教団を立てて、布教するのは正しくないことである、」「大乗仏教の経典には、内容的にも致命的な欠陥があることを桐山管長は発見しました。」「ところが、大乗仏教の経典には、どの経典にも、その修行の方法が一つも説かれていません。」  （阿含宗を知る ）と記し、そのことを元に自宗の正当性を主張しているが、実際には、桐山自身の著書の中で大日経や般若心経など大乗仏教経典を自論の根拠として掲げ、後期大乗仏教の密教形式の儀式（護摩）を行っており、また、日本の神界という、根本仏教ですらないことが明らかなものを奉っている。
そして、阿含経の時点では護摩については「バラモンよ。木片を焼いたから清らかさが得られると考えるな。それは単に外側に関することであるからである。」（サンユッタニカーヤ）、占いについては「瑞兆の占い、天変地異の占い、夢占い、相の占いを完全にやめ、吉凶の判断をともにすてた修行者は、正しく世の中を遍歴するであろう。」（スッタニパータ）と、それぞれ否定的に解釈できる表現があるにもかかわらず、あえてそれらを行っている点からも、阿含経に依経しているとは言いがたいとする見方もある。
また阿含宗では仏舎利を本尊としているが、釈迦は晩年弟子らに対して「総てのものには必ず終わりがある／私の亡き後は私の遺した教えが皆の拠り所である。怠らず弁ぜよ」と語り、諸行無常は必然とした上で教義の伝承を最重要と説いていることから、後代の解釈では、物として実在する仏舎利を過度に崇拝崇敬することは釈迦の意向から逸脱している。
高野山で学修灌頂入壇伝灯大阿闍梨の位を受けた織田隆弘は信仰に迷わぬ百問答の中で「釈尊の直接の教えは『阿含経』だからそれに基づくのが一番正しいという説がありますがどうですか」の問いに対して「それで阿含経を信じるものが密教によって涅槃に入るというのは、全くナンセンスです。密教と阿含経とは仏教の指導法に非常に違いがあり、伴って阿含経の仏説では密教的な行いは最も排斥されています。護摩をたいたり、占いをしたりすることは阿含経では全く認められないことです。要するに、阿含経では現世利益、超能力を売り物にしたり、人間の欲望が成就するよう仏に頼むことを、犯罪同然に戒めているのです。ですから、看板に阿含経を唱えても、中身に密教を使うということはナンセンスも良いところで、全くの素人騙しのものと言われてもやむを得ないのです。」と非難している。阿含宗は護摩をたいたり、占いをしたり、現世利益、超能力を売り物にする宗教であり、この非難は阿含宗に向けたものだと考えられる。
なお阿含経は文字として記録された年代こそ仏典の中で最も古いが、意図的な内容の改変、パーリ語からサンスクリット語・漢語に訳す過程での誤訳・意訳もあるため、「阿含経が釈尊の言行をそのまま伝えている」という阿含宗の主張は現代の文献学の立場からは否定されている。
また阿含経はパーリ語仏典をカテゴリー分けした場合「経蔵」にあたるが、「律蔵」「論蔵」については言及していない。

## 年表

### 観音慈恵会の発足と阿含宗立宗まで
- 1952年（昭和27年）8月 桐山（当時は堤姓）は詐欺、契約違反の容疑で警視庁西新井署に、手形詐欺容疑で千葉県松戸署に逮捕された。[4]。
- 1953年（昭和28年）8月 桐山は酒税法違反・私文書偽造容疑で警視庁防犯課に逮捕された。[5]。懲役1年6ヶ月、罰金5万円の実刑判決を受け、数年後に約10ヶ月間、習志野刑務所（現・市原刑務所）で服役した[6]

。
- 1954年（昭和29年）8月～9月 桐山は阿含宗の前身となる宗教団体「観音慈恵会」を発足させた。この観音慈恵会は、大乗仏教の経典である観音経に依経していた。横浜市鶴見区生麦にて発足された観音慈恵会は、大田区千鳥町、港区田村町、渋谷区宇田川町、神南町、祖師ヶ谷大蔵などを転々とした。
- 1955年（昭和30年）桐山は真言宗金剛院派本覚寺において得度し僧籍を得たとされる。
- 1963年（昭和38年）10月 方広寺に間借りして京都道場を開く。
- 1969年（昭和44年）9月 「観音慈恵会・北陸本部」として宗教法人となる。
- 1970年（昭和45年）1月3日 初護摩にて「念力の護摩」（法力護摩）を焚く[8]。4月 富士宮市で大柴燈護摩供を開催（後の阿含の星まつり）。「大日山金剛華寺観音慈恵会」と改称。10月 加賀道場にて柴燈護摩を修す。
- 1971年（昭和46年）大峰山にて護摩修法。
- 1972年（昭和47年）北陸本部にて柴燈護摩を焚く。
- 1974年（昭和49年）白山の石徹白にて大日御岳開山の龍神鎮護祭柴燈護摩を焚く。
- 1975年（昭和50年）2月 京都市山科区追分・火打谷において節分・星まつり大柴燈護摩供を開始
- 1977年（昭和52年）4月 パラオ諸島コロール島で海難者・戦没者鎮魂慰霊大柴燈護摩供を営む[9]。沖縄県那覇市の沖縄県護国神社にて沖縄戦没者解脱供養大柴燈護摩供を開催

### 阿含宗の立宗後
- 1978年（昭和53年）4月8日 立宗[10]。阿含宗総本山大日山金剛華寺観音慈恵会と改称。
- 1979年（昭和54年）元旦 第1回初護摩（関西本部道場）。4月8日 東京総本部道場落慶
- 1983年（昭和58年）3月 ダライ・ラマ法王庁より証明書付きの真正仏舎利（真身舎利）を寄贈されたという。関西総本部道場竣工。5月 「阿含宗大仏讃歌」（黛敏郎作曲）の発表演奏会
- 1984年（昭和59年）5月 第1回オーラの祭典 ダライ・ラマ14世と共に世界平和を祈る護摩法要を開催（日本武道館）
- 1985年（昭和60年）3月 ローマ・カトリックの総本山･バチカン市国での「国際青年平和集会」に招待を受ける。27日 サン･ピエトロ大聖堂特別謁見室にて桐山管長がローマ教皇ヨハネ･パウロ2世に謁見[11]。30日 サン・クレメンテ教会にてキリスト教との合同法要。10月 広島平和記念公園にて「世界平和祈念・解脱供養大法会」を外護摩形式で営み『阿含経』を読誦[12]
- 1986年（昭和61年）4月7日 スリランカの大統領官邸においてジャヤワルダナ大統領よりブッダガヤ金剛宝座より発掘されたとの由来書付きの真正仏舎利（真身舎利）を贈呈されたという。8日には仏歯寺＝ダラダー・マーリガーワ寺院管長よりシンハラ王朝より伝わるとされる仏舎利を拝受。6月6日 中国北京市の広済寺にて法要、9日にはハルビン市の極楽寺にて「日中友好・世界平和の祈り」を内護摩形式で開催。8月4日 関西総本部を訪問したスリランカのプレマダーサ首相より仏舎利奉安のための純金製カスケットを贈呈される。
- 1987年（昭和62年）2月 真正仏舎利を本尊として阿含の星まつりを奉修。4月 スリランカより聖菩提樹を贈呈される。関東別院落慶。12月 本山総本殿・釈迦山大菩提寺起工式
- 1988年（昭和63年）2月 イスラム教の最高聖職者アブラドゥル・モネ・エル・ネムル法王及び学者を招き「世界平和への宗教フォーラム・イスラムと阿含宗の出会い」を開催（京都）
- 1990年（平成2年）9月 第4回「世界宗教者平和会議」に出席、バチカン市国においてローマ教皇ヨハネ・パウロ2世と謁見
- 1991年（平成3年）4月 本山総本殿・釈迦山大菩提寺落慶
- 1992年（平成4年）9月 御堂総本山・大阪柏原聖地霊園を開園
- 1993年（平成5年）10月 伊勢神宮第61回式年遷宮奉祝･神仏両界大柴燈護摩供（伊勢市横輪町）
- 1994年（平成6年）1月 スリランカ阿含宗友好財団設立。11月 太平洋戦争戦没者50回忌・成仏供養大柴燈護摩供（国立千鳥ヶ淵戦没者墓苑）
- 1995年（平成7年）6月 近江神宮・大化改新1350年・御鎮座55周年奉祝神仏両界大柴燈護摩供（滋賀県大津市）
- 1996年（平成8年） 6月 モンゴル国立十一面観音開眼法要・世界平和祈念大柴燈護摩供（ウランバートル市）
- 1998年（平成10年）10月 台湾平安・世界平和 阿含佛教大柴燈護摩供法會（台湾嘉義市）。
- 1999年（平成11年）3月 インド聖地大柴燈護摩供（ニューデリー市）
- 2000年（平成12年）11月 第1回ニューヨーク護摩法要・講演（ユニタリアン教会）
- 2001年（平成13年）10月 第2回ニューヨーク護摩法要・講演（リバーサイド教会）
- 2003年（平成15年）6月 世界平和祈念・パリ大柴燈護摩供（シャン・ド・マルス公園）、ルーヴル美術館オーディトリアムで瞑想講演会を開催
- 2004年（平成16年）11月 世界平和祈念・東京大柴燈護摩供 関東大震災・東京大空襲被災者・殉難者成仏供養（お台場）
- 2005年（平成17年）9月 被爆60周年・広島法要20周年・原爆犠牲者・太平洋戦争犠牲者成仏供養法要
- 2006年（平成18年）6月 世界平和祈念・アウシュヴィッツ大柴燈護摩供（ポーランド・オシフィエンチム市）8月 紺綬褒章を受章。
- 2007年（平成19年）7月 シベリア抑留犠牲者成仏供養法要 世界平和祈念シベリア大柴燈護摩供
- 2008年（平成20年）9月 イスラエル建国60周年奉祝・世界平和祈念 イスラエル大柴燈護摩供
- 2009年（平成21年）10月 南太平洋戦没者成仏供養･世界平和祈念 ガダルカナル大柴燈護摩供（ガダルカナル島、ニューギニア島）[13]
- 2010年（平成22年）11月 第2回オーラの祭典 マヤ・キチェ族のアレハンドロ大長老と共に世界平和を祈る（星まつり修法地）
- 2012年（平成23年）5月 世界平和祈念 太平洋戦争戦没者成仏供養 洋上法要（硫黄島近海、バシー海峡）11月 長崎大護摩供（長崎平和公園）
- 2013年（平成25年）8・9月 聖地エルサレム仏舎利塔建立供養・中東平和祈念護摩法要
- 2014年（平成26年）10月 東日本大震災犠牲者成仏供養 震災復興・国土安穏祈念 神仏両界 福島大柴燈護摩供（福島県南相馬市・雲雀ヶ原祭場地）11月 マリアナ諸島戦没者成仏供養 世界平和祈念 神仏両界サイパン･テニアン大柴燈護摩供（サイパン島、テニアン島）
- 2015年（平成27年）6月 阿含宗本山ブータン堂サンゲー・チューリン落慶護摩法要。7月 終戦70年太平洋戦争戦没者成仏供養・千鳥ヶ淵万燈供養護摩法要。10月 法務大臣から感謝状を授与。11月 世界平和祈念 国難鎮護・神威示現・日本新生 神仏両界 沖縄大柴燈護摩供（沖縄平和記念公園）

### 開祖の死去後
- 2016年（平成28年）10月 開祖桐山靖雄大僧正宗葬[14]
- 2017年（平成29年）6・7月 樺太・千島・北太平洋戦没者成仏供養 北方洋上法要（ロシア・サハリン州コルサコフ、襟裳岬沖）
- 2018年（平成30年）11月 ビルマ戦没者成仏法要 神仏両界 ミャンマー解脱護摩法要（パゴダ礼拝堂、ヤンゴン日本人墓地、バガン、イワラジ川）
- 2019年（令和元年） 9月 幕末維新動乱犠牲者解脱成仏神仏両界大柴燈護摩供（福島県会津若松市）

## 教学
『阿含経』に説かれている成仏法（いわゆる七科三十七道品）を密教の様式に則って修行する。まずは下根の成仏法として、日々、御宝塔（仏舎利尊）を供養し、慰霊供養ではない成仏法による先祖供養を行い霊障を解く。併行して『雑阿含経』（一切事経）に説かれている「優婆塞（優婆夷）の八法・十六法」の実践、つまりは『雑阿含経』（三供養品）に記されてある三福道による積徳行に励み、法の力で悪因を絶ち自助努力で縁を変えることで悪業、悪因縁を断ち切って運命を転換、ついには涅槃界に至ることを目指す。
密教占星術においては悪い運命の「星」としても知られる因縁は「タテの因縁」（先祖から受け継いだ業）と「ヨコの因縁」（自分が前生でなした業）から生じたものであり、とくに凶運期において表面化するものである。30数種類の因縁が認められ、それらを因縁解脱法の修行により解脱、望む人生を歩めるようになることを目指す。

## 月例行事（一般参拝可）
- 朔日縁起宝生護摩（毎月1日）
- 冥徳祭（毎月16日）
- 例祭（毎月末）
- 十日恵比寿大黒天まつり（大阪道場）など、各道場における行事

## 年中行事（一般参拝可）
- 1月1日 初護摩（総本山）
- 1月5日 開祖生誕祭
- 2月11日前後の日曜日 炎の祭典・阿含の星まつり 大柴燈護摩供（総本山境内）
- 3月 お彼岸法要（大阪柏原聖地霊園）
- 4月8日 花まつり（立宗記念日）
- 5月5日 京都大仏祭
- 7月13日から15日万燈先祖供養会（関東別院）
- 7月15日 千鳥ヶ淵万燈会（国立千鳥ヶ淵戦没者墓苑）
- 8月13日 お盆法要（大阪柏原聖地霊園）
- 8月13日から15日 万燈先祖供養会（総本山境内）
- 9月 お彼岸法要（大阪柏原聖地霊園）

## 社会活動・文化活動

### 主な活動年表
- 1985年 国連食糧農業機関へアフリカ飢餓基金を寄付
- 1986年 国連食糧農業機関を通じてスーダンに井戸を寄付、国連食糧農業機関へアフリカ飢餓基金を寄付、中国残留孤児援護基金を寄附
- 1987年 チャド共和国にトラック寄付
- 1989年 愛寿会同仁病院設立、老人ホームの愛寿会紫磨園設立、日米アゴン友好財団設立
- 1990年 国際花と緑の博覧会に参加、フィリピン・ルソン島大地震のお見舞い、日伊アゴン友好財団設立
- 1991年 中国大水害のお見舞い、中国大洪水の援助金、及び中国青少年教育基金より感謝状
- 1993年から1995年 日本糖尿病財団に寄付
- 1996年 財団法人・中国仏教阿含宗基金会設立
- 1997年 阿含宗立宗20周年記念・和泉流宗家狂言山科里帰り公演挙行
- 1999年 日本棋院「阿含・桐山杯」への協賛開始。「阿含・桐山杯第6期全国早碁オープン戦」開幕（東京日本棋院。以後、毎年開催）、「阿含・桐山杯第一期中国早碁オープン戦」開幕（中国棋院　以後毎年開催）、阿含宗中国事業管理委員会設立、トルコ大地震・台湾大地震に義援金拠出
- 2000年 「阿含・桐山杯第一期早碁オープン戦日中決戦」開催（中国・北京市の迎賓館「釣魚台」で開催。日中決戦は日本と中国で隔年開催）、モンゴルの複合災害にお見舞金、ニューヨークの慈善団体・病院に寄付
- 2004年 ルーヴル美術館特別展に特別協賛、ブータン王妃著書の出版記念祝賀会開催、中国仏教協会に寄付
- 2005年 ブータン仏教界に寄付
- 2010年 ロンドン大学SOASに「セイユウ・キリヤマ仏教講座」開設
- 2011年 イタリア・ラクイラ地震被災児童救援奨学金開設

### 世界での教育支援
- 1991年 スリランカより留学生受け入れ開始、タイの小学校にソーラー・システム寄贈、中国中小学校幼児教師奨励基金会に寄付
- 1994年 スリランカ阿含宗友好財団設立奨学金授与開始、「キリヤマ環太平洋財団」設立
- 1996年 第一回「キリヤマ・環太平洋ブック賞」発表
- 1998年 北京大学に教育関連基金を設立
- 1999年 タイ王国国立タマサート大学に寄付、スリランカのアパラデーニヤ高校に事務所寄付、第二回桐山教奨金授与式拳行（北京大学）
- 2000年 北京大学桐山教育基金設立、協議書調印式、ロンドン大学SOASに寄付、モンゴルの複合災害にお見舞金
- 2001年 中国遼寧省に永貴桐山小学校設立（中国の僻地へ年一校建設活動開始）
- 2002年 北京大学桐山教育基金授与式挙行、スリランカに桐山靖雄職業訓練校開校、中国・遼寧省に桐山永貴小学校建設、中国・国立中山大学桐山奨励金設立5周年記念祝賀会開催、タイ王国国立タマサート大学に阿含宗桐山基金設立、中国・平郷県第二町桐山希望小学校設立（河北省）
- 2003年 フランスのルーヴル美術館に視覚障害者用展示室寄贈、タイ王国・国立タマサート大学ジャーナリズム、中国・東平県老湖鎮桐山希望小学校設立（山東省）
- 2004年 第11回スリランカ阿含宗友好財団奨学金授与式拳行（スリランカ）、北京大学桐山教育基金授与式拳行（北京大学）、タイ王国国立タマサート大学スタジオ一式寄贈、中国・安化県双雲桐山小学校設立（湖南省）、ブータンに教育援助 ルーヴル美術館の教育文化活動援助で寄付契約、ブータンに仏教留学
- 2005年 中国・貴州省凱里市龍場鎮平寨桐山小学校設立

## 修行カリキュラム
- 錬成修行者候補生
- 錬行会 基礎コース、滝行コース、火の行水の行コース、護摩行コース
- 春期伝法会
- 秋期伝法会
- 好運会
- 独鈷加持伝法会
- 屋敷浄霊法伝法会
- 冥徳屋敷浄霊法伝法会
- ALC（アゴン・ライフ・コンサルタント）

## 施設
- 阿含宗本山：龍神の滝
- 関西総本部：龍神の滝
- 九州本部：御滝場：護摩修練場・遠赤外線室
- 箱根研修場：御滝場：護摩修練場
- 加賀錬成道場：御滝場・護摩修練場・遠赤外線室
- 大高錬成道場：

### 海外本支部
- 台湾高雄本部
- 台湾本山道場
- 台湾台中道場
- ブラジル支部
- トロント連絡所

## 教団組織
- 阿含宗本庁（非宗教法人であり、以下の宗教法人を包括する）
- 宗教法人阿含宗本山
- 宗教法人阿含宗関東別院
- 宗教法人阿含宗東海別院

## 仏教美術
阿含宗が所蔵する仏像
- 「仏三尊像」（2〜3世紀ガンダーラより出土）
- 「仏立像」（124cm、3世紀頃スワート出土）